# Ehab Fuad Ahmed Nagi
 Ehab Fuad Ahmed Nagi (arabisch إيهاب فؤاد أحمد ناجي, DMG Īhāb Fuʾād Aḥmad Nāǧī; * 17. September 1968) ist ein ehemaliger jemenitischer Sprinter.

## Biografie
Ehab Fuad Ahmed Nagi nahm an den Olympischen Sommerspielen 1988 in Seoul teil. Er startete im 100-Meter-Lauf, wo er allerdings im Vorlauf ausschied.